# Bert Doorn
Bert Doorn (* 26. Mai 1949 in Enschede) ist ein niederländischer Politiker der Partei Christen-Democratisch Appèl.
Von 1968 bis 1974 absolvierte Bert Doorn ein Studium der Rechtswissenschaften in Groningen, Nancy und Freiburg. Es arbeitet von 1976 bis 1978 an seine Promotion in Wettbewerbsrecht in Freiburg. Es folgte von 1978 bis 1992 eine Anstellung als Sekretär für internationale Angelegenheiten und von 1992 bis 1997 als Sekretär für Wirtschaftsrecht beim Verband der niederländischen Unternehmen (VNO). Von 1997 bis 1999 war er beim Niederländischen Christlichen Arbeitgeberverband (VNO-NCW) als Wirtschaftsjurist und in verschiedene Beschäftigungen tätig.
Seit 1999 ist er für die Niederlande Mitglied des Europäischen Parlaments und Fraktionsmitglied der Europäischen Volkspartei. Dort sitzt er im Rechtsausschuss und ist Mitglied der Delegation für die Beziehungen zu den Ländern Südostasiens und der Vereinigung südostasiatischer Nationen (ASEAN).